# Campionati del mondo di atletica leggera indoor 2018
I Campionati del mondo di atletica leggera indoor 2018 (in inglese 17th IAAF World Championships in Athletics) sono stati la 17ª edizione dei Campionati del mondo di atletica leggera indoor. La competizione si è svolta dal 1º al 4 marzo presso il Barclaycard Arena di Birmingham, in Inghilterra. La città ospita per la seconda volta un'edizione di questa competizione internazionale, dopo Birmingham 2003.

## Criteri di partecipazione
Le tabelle che seguono riportano i tempi e le misure minimi che gli atleti dovevano aver stabilito (tra il 1º gennaio 2017 e il 19 febbraio 2018) per poter partecipare ai mondiali indoor di Birmingham.

### Uomini
| Gara                  | Prestazione indoor             | Prestazione outdoor              |
| --------------------- | ------------------------------ | -------------------------------- |
| 60 metri              | 6"63                           | 10"10 (100 m)                    |
| 400 metri             | 46"70                          | 45"00                            |
| 800 metri             | 1'46"50                        | 1'44"00                          |
| 1 500 metri           | 3'39"50 (o 3'55"00 nel miglio) | 3'33"00                          |
| 3 000 metri           | 7'52"00                        | 7'40"00 (o 13'10"00 nei 5 000 m) |
| 60 metri hs           | 7"70                           | 13"40 (110 m hs)                 |
| Staffetta 4×400 metri | nessun minimo                  | nessun minimo                    |
| Salto in alto         | 2,33 m                         | 2,33 m                           |
| Salto con l'asta      | 5,78 m                         | 5,78 m                           |
| Salto in lungo        | 8,19 m                         | 8,19 m                           |
| Salto triplo          | 17,05 m                        | 17,05 m                          |
| Getto del peso        | 20,80 m                        | 20,80 m                          |

### Donne
| Gara                  | Prestazione indoor             | Prestazione outdoor              |
| --------------------- | ------------------------------ | -------------------------------- |
| 60 metri              | 7"30                           | 11"15 (100 m)                    |
| 400 metri             | 53"15                          | 51"10                            |
| 800 metri             | 2'02"00                        | 1'58"00                          |
| 1 500 metri           | 4'11"00 (o 4'28"50 nel miglio) | 4'02"00                          |
| 3 000 metri           | 8'50"00                        | 8'28"00 (o 14'45"00 nei 5 000 m) |
| 60 metri hs           | 8"14                           | 12"80 (100 m hs)                 |
| Staffetta 4×400 metri | nessun minimo                  | nessun minimo                    |
| Salto in alto         | 1,97 m                         | 1,97 m                           |
| Salto con l'asta      | 4,71 m                         | 4,71 m                           |
| Salto in lungo        | 6,76 m                         | 6,76 m                           |
| Salto triplo          | 14,30 m                        | 14,30 m                          |
| Getto del peso        | 18,20 m                        | 18,20 m                          |

### Regole di partecipazione
- Ogni Paese può presentare fino a tre atleti per ogni specialità di corsa che risultano avere il minimo di partecipazione. Di questi, solo due possono prender parte alla gara (con l'eccezione dell'eptathlon, del pentathlon e delle staffette).
- Per quanto riguarda le prove multiple, la IAAF invita a partecipare dodici atleti uomini e dodici donne secondo questi criteri:
  - il vincitore del Combined Events Challenge 2017;
  - i cinque migliori atleti provenienti dalle classifiche outdoor 2017 (al 31 dicembre 2017), con un massimo di un atleta per Paese;
  - i cinque migliori atleti provenienti dalle classifiche indoor 2018 (al 12 febbraio 2018);
  - un atleta scelto a discrezione della IAAF;

In totale, non possono partecipare più di due atleti uomini e due atlete donne per ciascun Paese;
- Per la staffetta, ogni Paese può inserire fino a sei atleti per ogni squadra;
- I Paesi che non hanno atleti uomini o donne qualificatisi, possono presentare un solo atleta uomo o un'atleta donna;
- L'accettazione delle iscrizioni degli atleti non qualificatisi è a discrezione dei delegati tecnici;
- Se il paese ospitante non ha atleti qualificati in una gara, può comunque far partecipare un solo atleta in tale gara, indipendentemente dall'ottenimento del minimo di partecipazione (ad eccezione di eptathlon e pentathlon).
- Gli atleti con un'età compresa tra i 16 e i 17 anni (al 31 dicembre 2018, ovvero nati nel 2001 o 2002) non possono partecipare al getto del peso maschile;
- Non possono prendere parte a nessuna gara in programma atleti minori di 16 anni (al 31 dicembre 2018, nati cioè del 2003 in poi).

## Calendario
| Data             | 1 | 1 | 2 | 2  | 3 | 3    | 4 | 4    |
| Evento           |   |   |   |    |   |      |   |      |
| ---------------- | - | - | - | -- | - | ---- | - | ---- |
| 60 m             |   |   |   |    | B | SF F |   |      |
| 400 m            |   |   | B | SF |   | F    |   |      |
| 800 m            |   |   |   | B  |   | F    |   |      |
| 1 500 m          |   |   |   |    | B |      |   | F    |
| 3 000 m          |   |   | B |    |   |      |   | F    |
| 60 m hs          |   |   |   |    |   | B    |   | SF F |
| Salto in alto    |   | F |   |    |   |      |   |      |
| Salto con l'asta |   |   |   |    |   |      |   | F    |
| Salto in lungo   |   |   |   | F  |   |      |   |      |
| Salto triplo     |   |   |   |    |   | F    |   |      |
| Getto del peso   |   |   |   |    | F |      |   |      |
| Eptathlon        |   |   | F | F  | F | F    |   |      |
| 4×400 m          |   |   |   |    | B |      |   | F    |

| P | Batterie preliminari | B | Batterie | Q | Qualificazioni | SF | Semifinali | F | Finale |

| Data             | 1 | 1 | 2 | 2    | 3 | 3    | 4 | 4 |
| Evento           |   |   |   |      |   |      |   |   |
| ---------------- | - | - | - | ---- | - | ---- | - | - |
| 60 m             |   |   | B | SF F |   |      |   |   |
| 400 m            |   |   | B | SF   |   | F    |   |   |
| 800 m            |   |   |   |      | B |      |   | F |
| 1 500 m          |   |   |   | B    |   | F    |   |   |
| 3 000 m          |   | F |   |      |   |      |   |   |
| 60 m hs          |   |   |   | B    |   | SF F |   |   |
| Salto in alto    |   | F |   |      |   |      |   |   |
| Salto con l'asta |   |   |   |      |   | F    |   |   |
| Salto in lungo   |   |   |   |      |   |      |   | F |
| Salto triplo     |   |   |   |      | F |      |   |   |
| Getto del peso   |   |   |   | F    |   |      |   |   |
| Pentathlon       |   |   | F | F    |   |      |   |   |
| 4×400 m          |   |   |   |      | B |      |   | F |

## Medagliati

### Uomini
| Specialità | Oro                                                                                | Prestazione | Argento                                                                                              | Prestazione | Bronzo                                                           | Prestazione |
| Corse piane |                                                                                    |             | |             |                                                                  |             |
| 60 m (dettagli) | Christian Coleman                                                                  | 6"37        | Su Bingtian                                                                                          | 6"42        | Ronnie Baker                                                     | 6"44        |
| 400 m (dettagli) | Pavel Maslák                                                                       | 45"47       | Michael Cherry                                                                                       | 45"84       | Deon Lendore                                                     | 46"37       |
| 800 m (dettagli) | Adam Kszczot                                                                       | 1'47"47     | Drew Windle                                                                                          | 1'47"99     | Saúl Ordóñez                                                     | 1'48"01     |
| 1 500 m (dettagli) | Samuel Tefera                                                                      | 3'58"19     | Marcin Lewandowski                                                                                   | 3'58"39     | Abdalaati Iguider                                                | 3'58"43     |
| 3 000 m (dettagli) | Yomif Kejelcha                                                                     | 8'14"41     | Selemon Barega                                                                                       | 8'15"59     | Bethwell Birgen                                                  | 8'15"70     |
| Corse a ostacoli |                                                                                    |             | |             |                                                                  |             |
| 60 m hs (dettagli) | Andrew Pozzi                                                                       | 7"46        | Jarret Eaton                                                                                         | 7"47        | Aurel Manga                                                      | 7"54        |
| Salti |                                                                                    |             | |             |                                                                  |             |
| Salto con l'asta (dettagli) | Renaud Lavillenie                                                                  | 5,90 m      | Sam Kendricks                                                                                        | 5,85 m      | Piotr Lisek                                                      | 5,85 m      |
| Salto in alto (dettagli) | Danil Lysenko                                                                      | 2,36 m      | Mutaz Essa Barshim                                                                                   | 2,33 m      | Mateusz Przybylko                                                | 2,29 m      |
| Salto in lungo (dettagli) | Juan Miguel Echevarría                                                             | 8,46 m      | Luvo Manyonga                                                                                        | 8,44 m      | Marquis Dendy                                                    | 8,42 m      |
| Salto triplo (dettagli) | Will Claye                                                                         | 17,43 m     | Almir dos Santos                                                                                     | 17,41 m     | Nelson Évora                                                     | 17,40 m     |
| Lanci |                                                                                    |             | |             |                                                                  |             |
| Getto del peso (dettagli) | Tomas Walsh                                                                        | 22,31 m     | David Storl                                                                                          | 21,44 m     | Tomáš Staněk                                                     | 21,44 m     |
| Prove multiple |                                                                                    |             | |             |                                                                  |             |
| Eptathlon (dettagli) | Kévin Mayer                                                                        | 6 348 p.    | Damian Warner                                                                                        | 6 343 p.    | Maicel Uibo                                                      | 6 265 p.    |
| Staffette |                                                                                    |             | |             |                                                                  |             |
| Staffetta 4×400 m (dettagli) | Polonia Karol Zalewski Rafał Omelko Łukasz Krawczuk Jakub Krzewina Patryk Adamczyk | 3'01"77     | Stati Uniti Fred Kerley Michael Cherry Aldrich Bailey Vernon Norwood Marqueze Washington Paul Dedewo | 3'01"97     | Belgio Dylan Borlée Jonathan Borlée Jonathan Sacoor Kévin Borlée | 3'02"51     |
| record mondiale; record mondiale stagionale; record africano; record asiatico; record europeo; record nord-centroamericano e caraibico; record sudamericano; record oceaniano; record dei campionati; record nazionale; record personale; record personale stagionale. |                                                                                    |             | |             |                                                                  |             |

### Donne
| Specialità | Oro                                                                                                   | Prestazione | Argento | Prestazione | Bronzo                                                                            | Prestazione |
| Corse piane | |             | |             |                                                                                   |             |
| 60 m (dettagli) | Murielle Ahouré                                                                                       | 6"97        | Marie-Josée Ta Lou | 7"05        | Mujinga Kambundji                                                                 | 7"05        |
| 400 m (dettagli) | Courtney Okolo                                                                                        | 50"55       | Shakima Wimbley | 51"47       | Eilidh Doyle                                                                      | 51"60       |
| 800 m (dettagli) | Francine Niyonsaba                                                                                    | 1'58"31     | Ajeé Wilson | 1'58"99     | Shelayna Oskan-Clarke                                                             | 1'59"81     |
| 1 500 m (dettagli) | Genzebe Dibaba                                                                                        | 4'05"27     | Laura Muir | 4'06"23     | Sifan Hassan                                                                      | 4'07"26     |
| 3 000 m (dettagli) | Genzebe Dibaba                                                                                        | 8'45"05     | Sifan Hassan | 8'45"68     | Laura Muir                                                                        | 8'45"78     |
| Corse a ostacoli | |             | |             |                                                                                   |             |
| 60 m hs (dettagli) | Kendra Harrison                                                                                       | 7"70        | Christina Manning | 7"79        | Nadine Visser                                                                     | 7"84        |
| Salti | |             | |             |                                                                                   |             |
| Salto con l'asta (dettagli) | Sandi Morris                                                                                          | 4,95 m      | Anželika Sidorova | 4,90 m      | Aikaterinī Stefanidī                                                              | 4,80 m      |
| Salto in alto (dettagli) | Marija Lasickene                                                                                      | 2,01 m      | Vashti Cunningham | 1,93 m      | Alessia Trost                                                                     | 1,93 m      |
| Salto in lungo (dettagli) | Ivana Španović                                                                                        | 6,96 m      | Brittney Reese | 6,89 m      | Sosthene Moguenara                                                                | 6,85 m      |
| Salto triplo (dettagli) | Yulimar Rojas                                                                                         | 14,63 m     | Kimberly Williams | 14,48 m     | Ana Peleteiro                                                                     | 14,40 m     |
| Lanci | |             | |             |                                                                                   |             |
| Getto del peso (dettagli) | Anita Márton                                                                                          | 19,62 m     | Danniel Thomas-Dodd | 19,22 m     | Gong Lijiao                                                                       | 19,08 m     |
| Prove multiple | |             | |             |                                                                                   |             |
| Pentathlon (dettagli) | Katarina Johnson-Thompson                                                                             | 4 750 p.    | Ivona Dadic | 4 700 p.    | Yorgelis Rodríguez                                                                | 4 637 p.    |
| Staffette | |             | |             |                                                                                   |             |
| Staffetta 4×400 m (dettagli) | Stati Uniti Quanera Hayes Georganne Moline Shakima Wimbley Courtney Okolo Joanna Atkins Raevyn Rogers | 3'23"85     | Polonia Justyna Święty-Ersetic Patrycja Wyciszkiewicz Aleksandra Gaworska Małgorzata Hołub-Kowalik Joanna Linkiewicz Natalia Kaczmarek | 3'26"09     | Gran Bretagna Meghan Beesley Hannah Williams Amy Allcock Zoey Clark Anyika Onuora | 3'29"38     |
| record mondiale; record mondiale stagionale; record africano; record asiatico; record europeo; record nord-centroamericano e caraibico; record sudamericano; record oceaniano; record dei campionati; record nazionale; record personale; record personale stagionale. | |             | |             |                                                                                   |             |

## Medagliere
| Posizione | Paese                       | Oro | Argento | Bronzo | Totale |
| --------- | --------------------------- | --- | ------- | ------ | ------ |
| 1         | Stati Uniti                 | 6   | 10      | 2      | 18     |
| 2         | Etiopia                     | 4   | 1       | 0      | 5      |
| 3         | Polonia                     | 2   | 2       | 1      | 5      |
| 4         | Gran Bretagna               | 2   | 1       | 4      | 7      |
| NC        | Atleti Neutrali Autorizzati | 2   | 1       | 0      | 3      |
| 5         | Francia                     | 2   | 0       | 1      | 3      |
| 6         | Costa d'Avorio              | 1   | 1       | 0      | 2      |
| 7         | Cuba                        | 1   | 0       | 1      | 2      |
| 7         | Rep. Ceca                   | 1   | 0       | 1      | 2      |
| 9         | Burundi                     | 1   | 0       | 0      | 1      |
| 9         | Ungheria                    | 1   | 0       | 0      | 1      |
| 9         | Nuova Zelanda               | 1   | 0       | 0      | 1      |
| 9         | Serbia                      | 1   | 0       | 0      | 1      |
| 9         | Venezuela                   | 1   | 0       | 0      | 1      |
| 14        | Giamaica                    | 0   | 2       | 0      | 2      |
| 15        | Germania                    | 0   | 1       | 2      | 3      |
| 15        | Paesi Bassi                 | 0   | 1       | 2      | 3      |
| 17        | Cina                        | 0   | 1       | 1      | 2      |
| 18        | Austria                     | 0   | 1       | 0      | 1      |
| 18        | Brasile                     | 0   | 1       | 0      | 1      |
| 18        | Canada                      | 0   | 1       | 0      | 1      |
| 18        | Qatar                       | 0   | 1       | 0      | 1      |
| 18        | Sudafrica                   | 0   | 1       | 0      | 1      |
| 23        | Spagna                      | 0   | 0       | 2      | 2      |
| 24        | Belgio                      | 0   | 0       | 1      | 1      |
| 24        | Estonia                     | 0   | 0       | 1      | 1      |
| 24        | Grecia                      | 0   | 0       | 1      | 1      |
| 24        | Italia                      | 0   | 0       | 1      | 1      |
| 24        | Kenya                       | 0   | 0       | 1      | 1      |
| 24        | Marocco                     | 0   | 0       | 1      | 1      |
| 24        | Portogallo                  | 0   | 0       | 1      | 1      |
| 24        | Svizzera                    | 0   | 0       | 1      | 1      |
| 24        | Trinidad e Tobago           | 0   | 0       | 1      | 1      |
| Totale    | Totale                      | 26  | 26      | 26     | 78     |